# Emmaline Henry
Emmaline Henry (* 1. November 1928 in Philadelphia, Pennsylvania; † 8. Oktober 1979 in Palm Springs, Kalifornien) war eine US-amerikanische Schauspielerin.

## Biografie
Emmaline Henry begann ihre Schauspielkarriere als Darstellerin, Tänzerin und Sängerin auf der Bühne. Dabei trat die ausgebildete Koloratursopranistin unter anderem am Broadway in den Musicals Vintage' 60 (Brooks Atkinson Theatre), Top Banana, Little Boy Blue und der Musical-Fassung von Blondinen bevorzugt auf.
Ihr Filmdebüt gab sie 1954 in einer kleinen Rolle in der Kinofassung von Phil Silvers’ Broadway-Show Top Banana. Es folgten kleinere und mittlere Rollen in Spielfilmen wie der Doris-Day-Komödie Das blonde Glück, Scheidung auf Amerikanisch (mit Dick Van Dyke) und dem Roman Polański Horror-Klassiker Rosemaries Baby.
Einem breiten Publikum wurde Emmaline Henry jedoch vor allem durch ihre Fernsehrollen bekannt. Seit den 60er Jahren gab sie Gastauftritte in vielen beliebten Fernsehserien wie The Munsters, Unternehmen Petticoat und Bonanza. 1965 übernahm sie eine kleine Episodenrolle in der ersten Staffel von Sidney Sheldons Fantasy-Comedy Bezaubernde Jeannie. Sheldon war von der Arbeit mit ihr positiv angetan und lobte die Schauspielerin einige Zeit später in einem Interview. Daraufhin wurde sie zu einem weiteren Casting für die Serie eingeladen und erhielt eine größere, wiederkehrende Rolle als Amanda Bellows, dominante und streitbare Ehefrau des gestressten Psychologen Alfred Bellows (dargestellt von Hayden Rorke). Diese Rolle, die sie international populär machte, spielte sie bis zur Einstellung der Serie 1970. Daneben trat sie in wiederkehrenden Rollen in der Red Skelton Show und der Sitcom Herzbube mit zwei Damen auf.
Am 8. Oktober 1979 starb Emmaline Henry, die unverheiratet geblieben war, im Alter von 50 Jahren an Krebs.

## Filmografie (Auswahl)
- 1954: Top Banana
- 1955: I Led 3 Lives (Fernsehserie, 1 Episode)
- 1955: Das blonde Glück (Lucky Me)
- 1956–1958: Streifenwagen 2150 (Highway Patrol, 2 Episoden)
- 1961: Anwalt der Gerechtigkeit (Lock Up, Fernsehserie, 1 Episode)
- 1961–1970: The Red Skelton Show (Fernsehserie, 14 Episoden)
- 1962–1963: I’m Dickens, He’s Fenster (Fernsehserie, 32 Episoden)
- 1964: Marnie
- 1964–1965: Mickey (Fernsehserie, 17 Episoden)
- 1965: Die Munsters (The Munsters, Fernsehserie, 1 Episode)
- 1965–1966: Katy (Fernsehserie, 2 Episoden)
- 1966: Petticoat Junction (Fernsehserie, 1 Episode)
- 1966: The Double Life of Henry Phyfe (Fernsehserie, 1 Episode)
- 1966–1970: Bezaubernde Jeannie (I Dream of Jeannie, Fernsehserie, 41 Episoden)
- 1967: Scheidung auf amerikanisch (Divorce American Style)
- 1968: Rosemaries Baby (Rosemary’s Baby)
- 1968: The Carol Burnett Show (Fernsehserie, 1 Episode)
- 1969: Mayberry R.F.D. (Fernsehserie, 1 Episode)
- 1969: The Governor & J.J. (Fernsehserie, 1 Episode)
- 1969: Wo die Liebe hinfällt (Love, American Style, Fernsehserie, 1 Episode)
- 1969: Bonanza (Fernsehserie, 1 Episode)
- 1971: Green Acres (Fernsehserie, 1 Episode)
- 1972: A Great American Tragedy (Fernsehfilm)
- 1973: The Harrad Experiment
- 1973: The Bob Newhart Show (Fernsehserie, 1 Episode)
- 1974: The Wide World of Mystery (Nightmare at 43 Hillcrest)
- 1974: Harrad Summer
- 1976: Die Straßen von San Francisco (The Streets of San Francisco, Fernsehserie, 1 Episode)
- 1977: Make-Up und Pistolen (Police Woman, Fernsehserie, 1 Episode)
- 1977: Barnaby Jones (Fernsehserie, 1 Episode)
- 1978: What Really Happened to the Class of ’65? (Fernsehserie, 1 Episode)
- 1978: Love Boat (The Love Boat, Fernsehserie, 1 Episode)
- 1978–1979: Herzbube mit zwei Damen (Three’s Company, 2 Episoden)
- 1979: Weißes Haus, Hintereingang (Backstairs at the White House, Fernsehserie, 1 Episode)
- 1979: Eight Is Enough (Fernsehserie, 1 Episode)